# Too Much Information
Too Much Information is een nummer van de Britse band Duran Duran uit 1993. Het is de derde en laatste single van hun titelloze zevende studioalbum, dat ook bekendstaat als The Wedding Album.
"Too Much Information" bekritiseert de televisie en media van dat moment. In de tekst worden onder andere MTV, ABC en de BBC genoemd. Het nummer werd een bescheiden hit in het Verenigd Koninkrijk, waar het de 35e positie bereikte. Ook in Amerika werd de plaat een klein succesje. In het Nederlandse taalgebied werden echter geen hitlijsten behaald.

## Tracklijst
- Cd-single

1. "Too Much Information" - 4:57
2. "Drowning Man" (D:Ream mix) - 6:19